# Portugees-Oost-Afrika
Portugees-Oost-Afrika (Portugees: África Oriental Portuguesa) of Portugees-Mozambique was de naam die gegeven werd aan het gebied in Zuidoost-Afrika dat deel uitmaakte van het Portugese rijk.

## Geschiedenis
De eerste Portugese nederzettingen in het gebied ontstonden na 1498 toen Vasco da Gama de kuststreek bereikte. Gedurende de koloniale tijd stond de kolonie officieel bekend onder de naam Staat Oost-Afrika (Portugees: Estado da África Oriental) tot het in 1951 omgevormd werd tot de Overzeese Provincie Mozambique (Portugees: Província Ultramarina de Moçambique) en een integraal onderdeel werd van Portugal. In 1975 werd het land onafhankelijk onder de naam Mozambique. 